# Lachnaia pseudobarathraea
Lachnaia pseudobarathraea es una especie de insecto coleóptero de la familia Chrysomelidae. Es endémica del sur de la península ibérica (España).
Fue descrita científicamente en 1898 por K. Daniel & J. Daniel.